# Gogglebox Australia
Gogglebox Australia è programma televisivo Australiano d'intrattenimento tratto dall'omonimo programma di origine britannica di Channel 4, trasmesso su LifeStyle (Pay-TV) e su Network Ten (free-to-air)

## Format
Il programma presenta famiglie, gruppi di amici e colleghi, che riuniti sul divano della propria abitazione reagiscono ai programmi televisivi visti in quel momento.

## I protagonisti
| Protagonisti           | Descrizione |
| ---------------------- | ----------- |
| Angie and Yvie         |             |
| Symon and Adam         |             |
| Anastasia and Faye     |             |
| The Dalton family      |             |
| The Delpechitra family |             |
| The Jackson family     |             |
| Keith and Lee          |             |
| Mick and Di            |             |
| Wayne and Tom          |             |
| Zina and Vivian        |             |
| The Silbery family     |             |
| The Kidd family        |             |

## Edizioni
| Edizione | Inizio            | Fine             | Puntate | Share |
| -------- | ----------------- | ---------------- | ------- | ----- |
| 1ª       | 11 febbraio 2015  | 15 aprile 2015   | 10      |       |
| 2ª       | 30 settembre 2015 | 18 novembre 2015 | 8       |       |
| 3ª       | 6 aprile 2016     | 25 maggio 2016   | 8       |       |
| 4ª       | 24 agosto 2016    | 12 ottobre 2016  | 8       |       |
| 5ª       | 15 febbraio 2017  | 5 aprile 2017    | 8       |       |